# Pipariya (Hoshangabad)
Pipariya è una suddivisione dell'India, classificata come municipality, di 41.307 abitanti, situata nel distretto di Hoshangabad, nello stato federato del Madhya Pradesh. In base al numero di abitanti la città rientra nella classe III (da 20.000 a 49.999 persone).

## Geografia fisica
La città è situata a 22° 46' 55 N e 78° 21' 05 E.

## Società

### Evoluzione demografica
Al censimento del 2001 la popolazione di Pipariya assommava a 41.307 persone, delle quali 21.757 maschi e 19.550 femmine. I bambini di età inferiore o uguale ai sei anni assommavano a 5.277, dei quali 2.770 maschi e 2.507 femmine. Infine, coloro che erano in grado di saper almeno leggere e scrivere erano 30.814, dei quali 17.570 maschi e 13.244 femmine.